# Folke Åström
Folke Axel Birger Å(h)ström, född 13 mars 1912 i Linköping, död 20 augusti 1964 i Örgryte, Göteborg, var en svensk skådespelare.
Han är begravd på Östra kyrkogården i Göteborg.

## Filmografi
- 1944 – Den osynliga muren
- 1945 – Rosen på Tistelön
- 1955 – Kvinnodröm

## Teater

### Roller (ej komplett)
| År   | Roll               | Produktion                                            | Regi             | Teater                   |
| ---- | ------------------ | ----------------------------------------------------- | ---------------- | ------------------------ |
| 1942 | Karl August        | Mikaels dag Harry Blomberg                            | Rudolf Wendbladh | Helsingborgs stadsteater |
| 1943 | Konstapel Klein    | Arsenik och gamla spetsar Joseph Kesselring           | Torsten Hammarén | Oscarsteatern            |
| 1943 | Gosta Sjömannen    | Herr Blink går över alla gränser Lars-Levi Laestadius | Per Lindberg     | Vasateatern              |
| 1943 | Mr Turner          | Den okuvliga Mr Bunting Robert Greenwood              | Martha Lundholm  | Vasateatern              |
| 1944 | August Himmelreich | Med clippern västerut Elmer Rice                      | Helge Hagerman   | Blancheteatern           |
| 1954 | Kapten Lesgate     | Slå nollan till polisen Frederick Knott               | Frank Sundström  | Riksteatern              |
| 1957 | Doktor Garrin      | Den omoraliske Ruth Goetz och Augustus Goetz          | Hans Råstam      | Atelierteatern           |
| 1959 |                    | Major Barbara George Bernard Shaw                     | Keve Hjelm       | Göteborgs stadsteater    |
| 1959 |                    | Ljuva ungdomstid Eugene O'Neill                       | Sam Besekow      | Göteborgs stadsteater    |
| 1962 |                    | Erasmus Montanus Ludvig Holberg                       | Gösta Terserus   | Parkteatern              |